# Jesuitengymnasium Kaunas

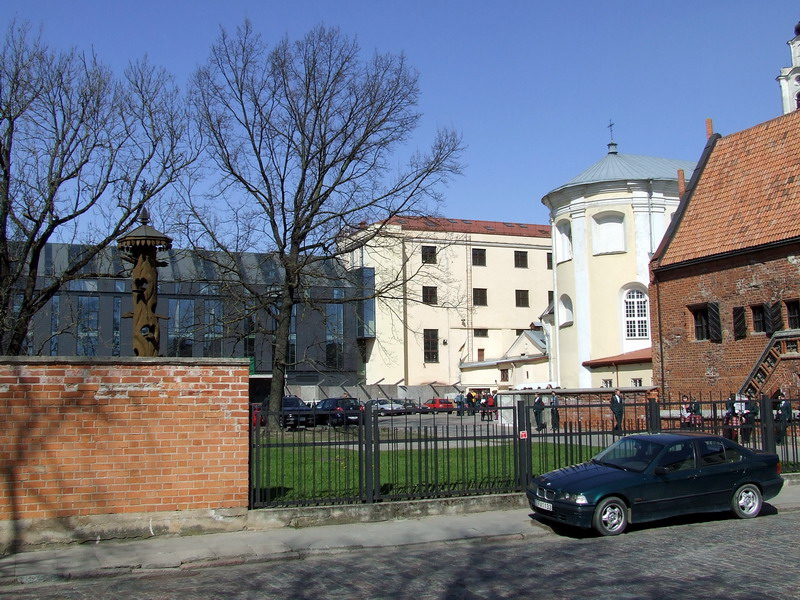
Jesuitengymnasium Kaunas

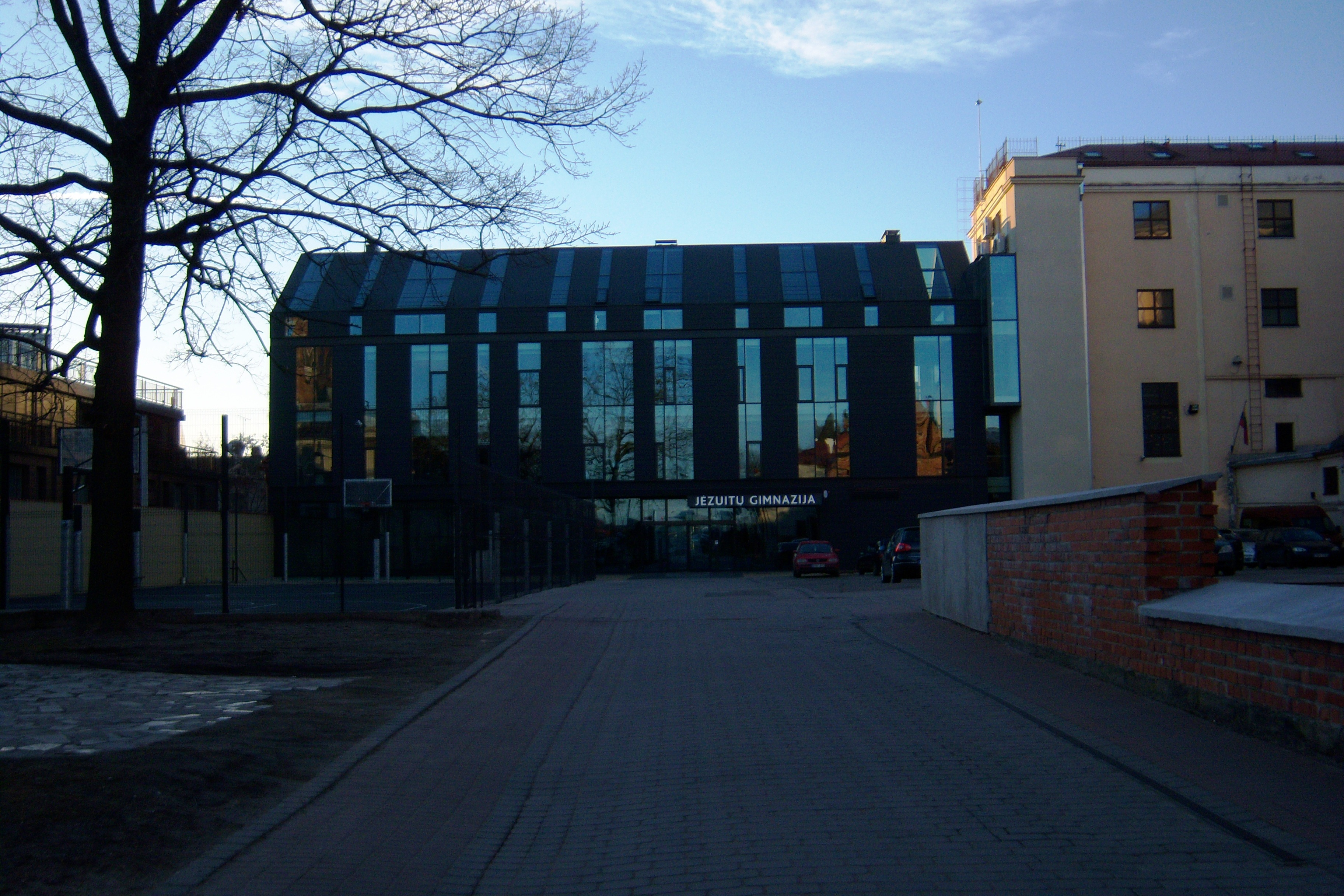
Gymnasium

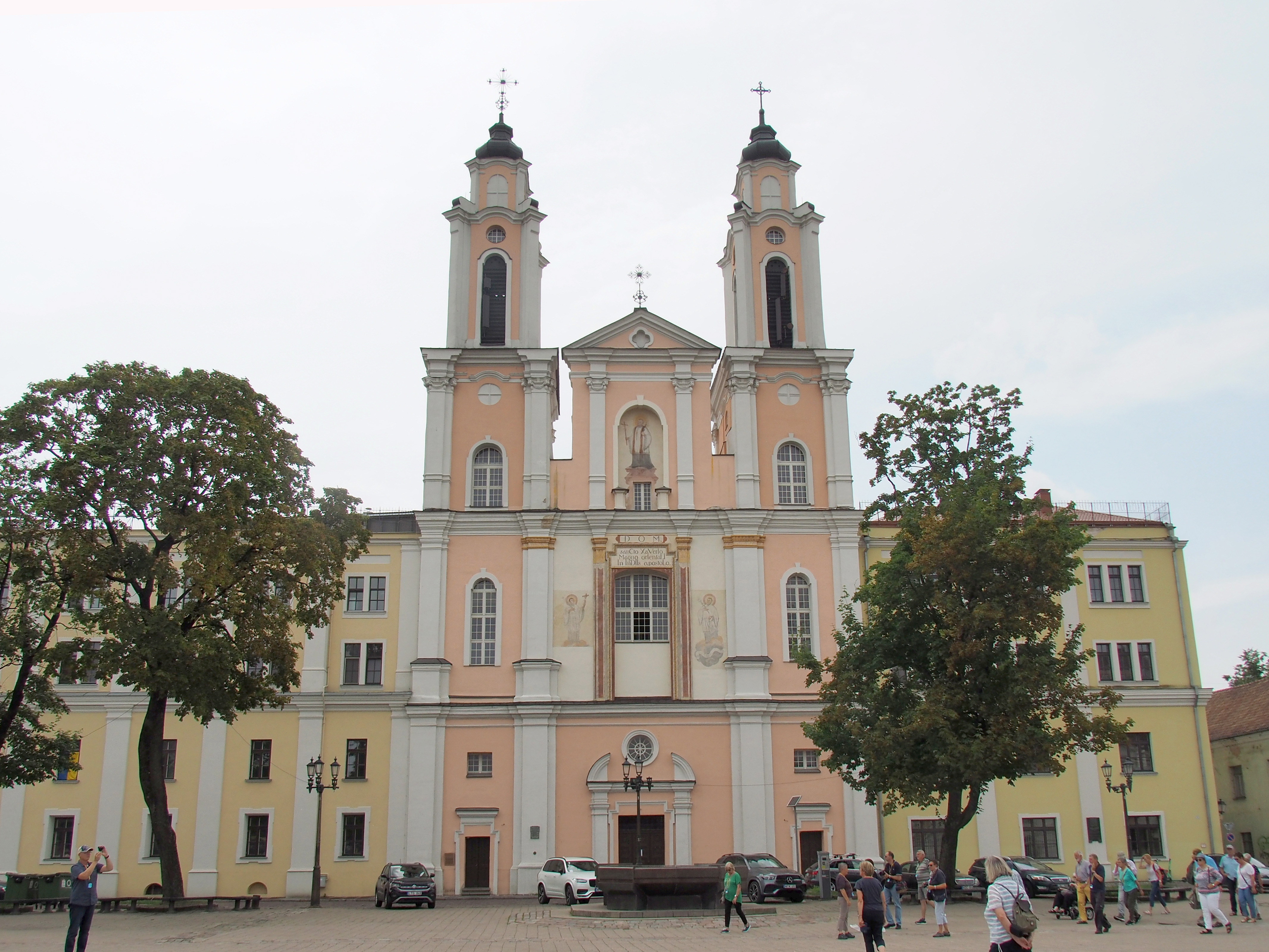
Jesuitenkirche und -gymnasium am Rathausplatz in Kaunas

Das Jesuitengymnasium Kaunas (litauisch Kauno jėzuitų gimnazija) mit Sitz in Kaunas ist eine von Jesuiten geführte höhere Bildungsanstalt für Jungen und Mädchen.

## Geschichte
Das Jesuitengymnasium Kaunas wurde bereits 1649 von Jesuiten gegründet. In den folgenden Jahrhunderten wurde es im Zusammenhang mit politisch-nationalen oder ideologischen Unterdrückungsmaßnahmen, die sich gegen die litauische Identität oder den christlichen Glauben richteten, wiederholt geschlossen. Die letzte Wiedereröffnung des Jesuitengymnasiums Kaunas erfolgte 1991. 
Seit 1992 besteht ein regelmäßiger Schüleraustausch mit dem Willibald-Gymnasium in Eichstätt (Bayern).
Das Jesuitengymnasium Kaunas sieht sich in der jesuitischen Bildungstradition. Architektonisch bildet es zusammen mit der unmittelbar benachbarten Jesuitenkirche den südlichen Abschluss des historischen Rathausplatzes in der Altstadt von Kaunas.

## Schüler
- Rugilė Andziukevičiūtė-Buzė (*  1984), Wirtschaftspolitikerin, seit 2017 Vizeministerin
- Giedrius Donatas Ašmys (* 1946), Politiker, Bürgermeister von Kaunas (2002–2003)
- Vladas Michelevičius (1924–2008), Weihbischof in Kaunas und Vilkaviškis
- Vincentas Sladkevičius (1920–2000), Kardinal, Erzbischof von Kaunas
- Vitalija Vonžutaitė (* 1980), Politikerin, Mitglied des Seimas
- Pranas Juozas Žilinskas (* 1942), Physiker, Professor